# Antics districtes de París

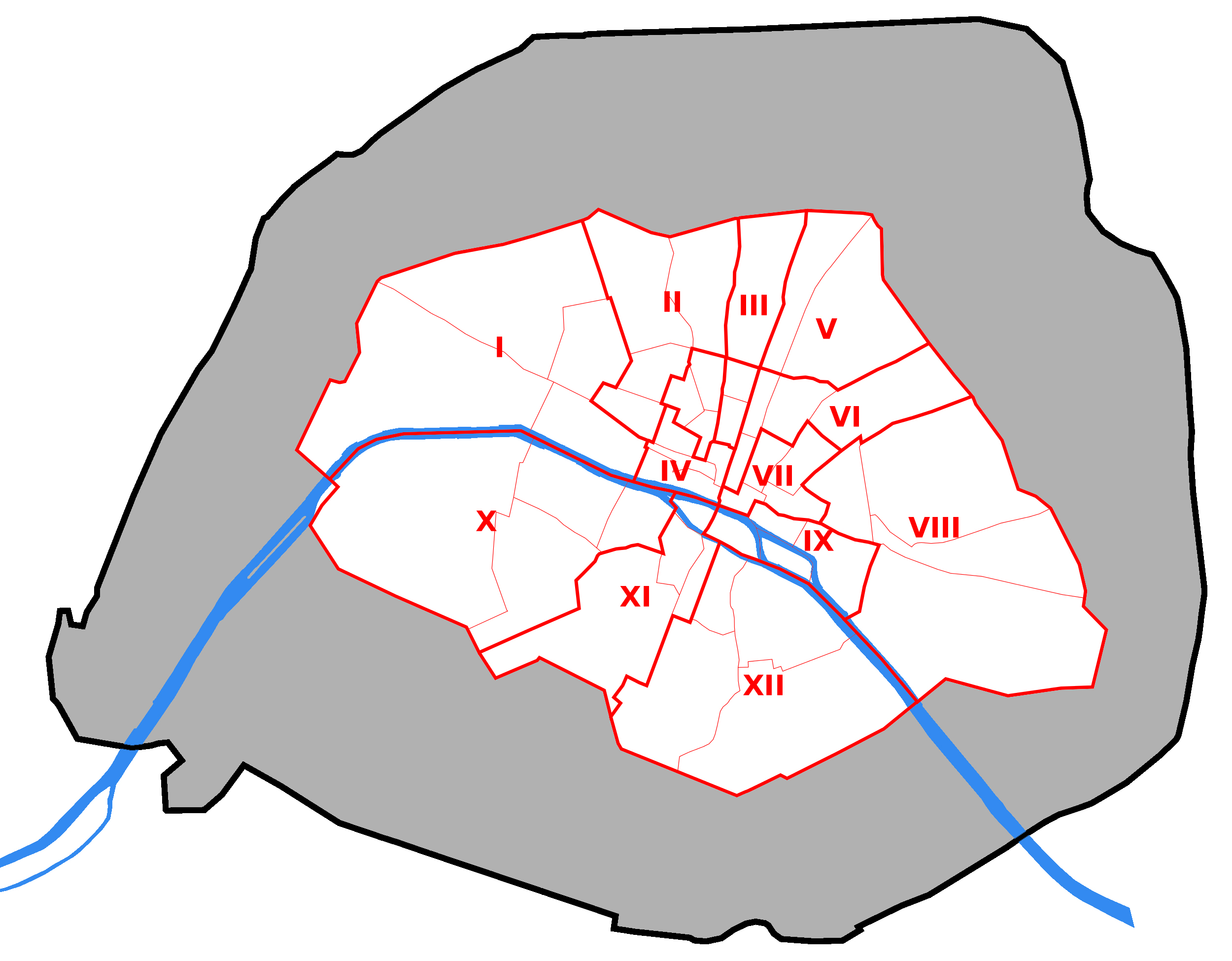
En gris, la superfície actual de París

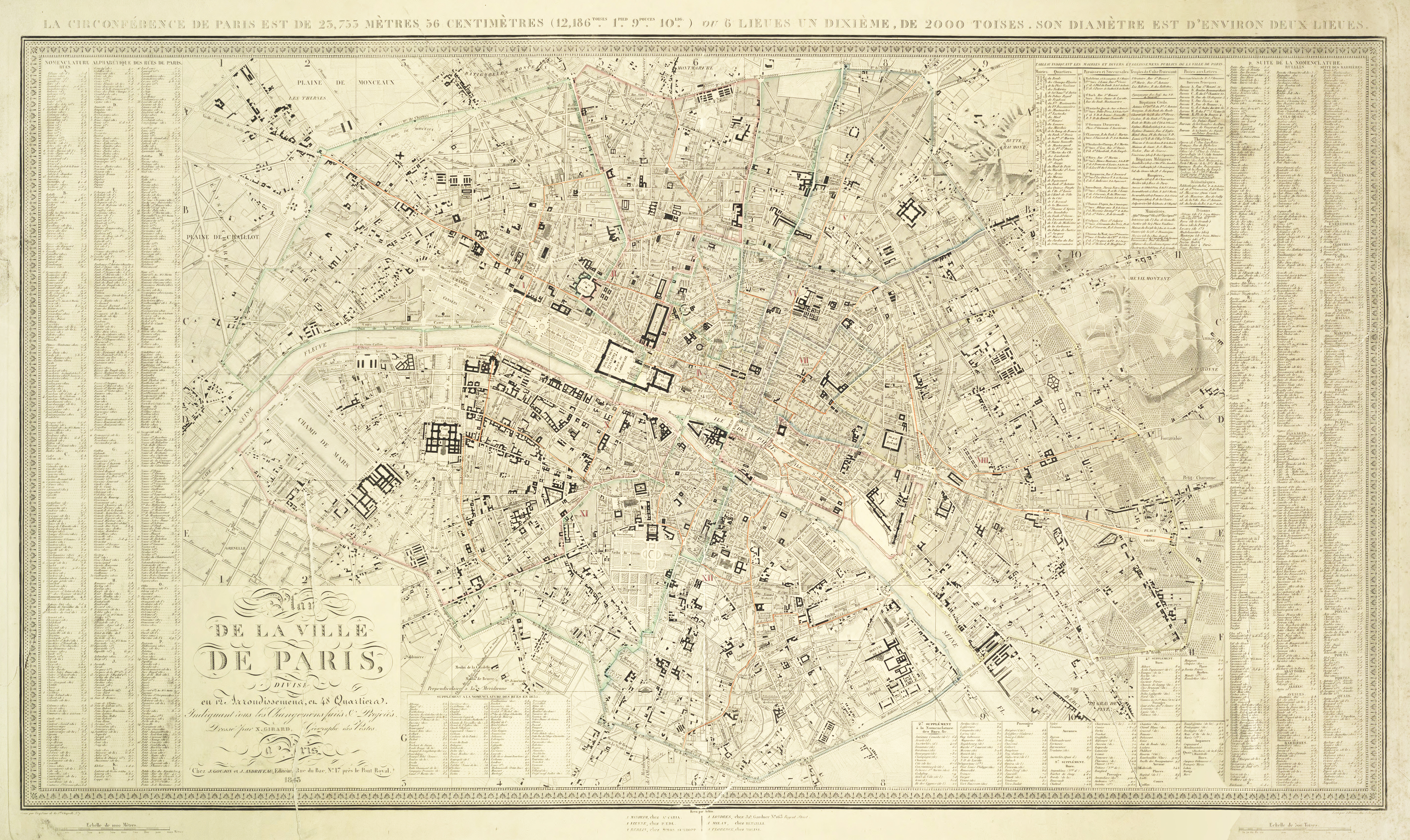
Pla per dividir París en 12 arrondissements i 48 barris (1843).

La ciutat de París va ser dividida una primera vegada en dotze districtes municipals l'11 d'octubre de 1795. L'annexió el 1860 dels ravals situats entre la línia de fortificacions de l'Enceinte de Thiers i el mur dels Fermiers généraux va requerir la reorganització en vint nous districtes amb una nova numeració.
Cada districte era ell mateix dividit en quatre barris.
| Arrondissement (Districte) | Quartiers                                                          |
| -------------------------- | ------------------------------------------------------------------ |
| I                          | Champs-Élysées Place-Vendôme Roule Tuileries                       |
| II                         | Chaussée-d'Antin Faubourg-Montmartre Feydeau Palais-Royal          |
| III                        | Faubourg-Poissonnière Mail Montmartre Saint-Eustache               |
| IV                         | Banque Louvre Marchés Saint-Honoré                                 |
| V                          | Bonne-Nouvelle Faubourg-Saint-Denis Montorgueil Porte-Saint-Martin |
| VI                         | Lombards Porte-Saint-Denis Saint-Martin-des-Champs Temple          |
| VII                        | Arcis Marché-Saint-Jean Mont-de-Piété Saint-Martin-des-Champs      |
| VIII                       | Faubourg-Saint-Antoine Marais Popincourt Quinze-Vingts             |
| IX                         | Arsenal Cité Hôtel-de-Ville Île-Saint-Louis                        |
| X                          | Faubourg-Saint-Germain Invalides Monnaie Saint-Thomas-d'Aquin      |
| XI                         | École-de-Médecine Luxembourg Palais-de-Justice Sorbonne            |
| XII                        | Jardin-du-Roi Observatoire Saint-Jacques Saint-Marcel              |

En la llengua familiar del temps, estar casat al Tretzè volia dir «viure en concubinatge».